# Křest svatého Vladimíra
Křest svatého Vladimíra je jednou ze tří delších satirických básnických skladeb Karla Havlíčka Borovského, které vznikly v době jeho pobytu v Brixenu. Havlíček využívá látku z dávné ruské historie: kníže Vladimír I. zavrhl pohanského boha Peruna a přijal křesťanství. Skladba zůstala nedokončena, nebo se závěrečná část nedochovala. Námět je čerpán z Povesti vremennych let, kyjevskoruského letopisu z počátku 12. století.

## Děj
Car Vladimír má svátek a chce, aby mu bůh Perun místo kanonády zahřměl. Perun to ale odmítne, a tak ho car Vladimír nechá zavřít. Když je Perun uvězněn, zjistí se, že na něj není žádný zákon, a tak je poslán před soud vojenský, který ho odsuzuje k utopení v Dněpru. Poté ho přivážou ke koňskému ocasu, vláčí ulicemi a nakonec je utopen. Rus se najednou ocitá bez boha, ale nic se nezmění, lidé se rodí a umírají, pole rostou, jen církev už nemá význam. Nikdo už nedával desátky, nemodlil se, a proto se celé duchovenstvo schází na audienci u cara Vladimíra, kde po něm chtějí nového boha. Všichni ministři ani dvorní kamarila se neshodují na novém bohu, a proto nechává carův rádce Mates vypsat v novinách konkurs na boha nového. V Rusi se na konkurz scházejí poslové všech okolních náboženství a sekt.

## Úryvek skladby
Pro nic za nic robotovat —

nevěděl bych věru,

na tu jeho čekoládu,

že mu na ni seru!

Car necar, svátek nesvátek,

že mi všechno rovno,

ne a ne a nebudu hřmít,

co z toho mám? Hovno!

* * *

Poslyšte, milí křesťané,

tu smutnou novinu,

jak dokonal slovanský bůh

poslední hodinu.

Já jsem sice při tom nebyl,

čet jsem to jen v plátku,

který o tom sepsal Nestor

vnukům na památku.

* * *

Tehdy jeden žurnalista

seděl také v díře,

protože se Bohu rouhal

a psal proti víře.

Soud jej odsoudil, použiv

té příležitosti,

k stejnému trestu s Perunem

kvůli nestrannosti.

## Vydání dostupná online
- BOROVSKÝ, Karel Havlíček. Křest sv. Vladimíra : legenda z ruské historie. Praha: Frant. Bačkovský, 1906. Dostupné online.
- BOROVSKÝ, Karel Havlíček. Křest sv. Vladimíra : legenda z ruské historie. Ilustrace Karel Stroff. Praha: Hejda & Tuček, 1908. Dostupné online. Digitalizovaná podoba vydání z roku 1908..
- BOROVSKÝ, Karel Havlíček. Křest sv. Vladimíra. Praha: Městská knihovna v Praze, 2011. Dostupné online. Elektronické vydání textu (e-kniha).